# Súng máy hạng nặng Type 3
Shiki 3 (三年式重機関銃, さんねんしききかんじゅう, San-nen-shiki juu-kikanjuu) còn được biết với cái tên Taishō 14, là loại súng máy hạng nặng có hệ thống làm mát bằng không khí có thiết kế dựa theo khẩu Hotchkiss M1914. Dù vậy khẩu Hotchkiss M1914 sử dụng loại đạn 8 mm Shiki 3 thì sử dụng loại đạn 6,5x50mm Arisaka.
Loại súng này có thể sử dụng dây đạn để nạp đạn. Nó có thể được gắn trên bệ chống ba chân, có sử dụng như một loại súng phòng không khi được gắn trên bệ phòng không cùng với vòng nhắm kim loại phục vụ riêng cho việc bắn máy bay.

## Các quốc gia sử dụng
- Đế quốc Nhật Bản: Nơi sản xuất ra Súng máy hạng nặng Type 3
- Chile: Chile đã mua vài trăm súng máy Kiểu 3 7×57mm Mauser như Modelo 1920 . Các thùng được sản xuất tại Pháp bởi Hotchkiss nhưng phần lớn vũ khí được sản xuất tại kho vũ khí Kokura.
- Chính phủ Bắc Dương: Mua cho Đội quân Đông Bắc quân của Trương Tác Lâm. Sau đó được sử dụng bởi Quân đội cộng tác Trung Quốc.
- Mãn Châu Quốc
- Cộng hòa Dân chủ Nhân dân Triều Tiên: Nó được Quân đội Nhân dân Triều Tiên sử dụng trong Chiến tranh Triều Tiên.
- Việt Nam Dân chủ Cộng hòa